# José Rodríguez Romero
José Rodríguez Romero fou un obrer tipògraf i un anarcosindicalista barceloní de començaments del segle xx.

## Biografia
Treballava com a obrer tipògraf a Barcelona i milità a la Societat de l'Art d'Imprimir de la Solidaritat Obrera, de la que en fou un dirigent de segona fila. També estava vinculat a l'Escola Moderna de Francesc Ferrer i Guàrdia.
Va assistir al primer Congrés de la Confederació Regional de Societats de Resistència -Solidaritat Obrera del 6 al 8 de setembre de 1908, on va intervenir en l'acte de clausura. Segons algunes versions va formar part del comitè de vaga en la vaga general de 1909 juntament amb Antoni Fabra i Ribas i Miguel Villalobos Moreno Després dels fets de la Setmana Tràgica fou acusat de dirigir barricades al carrer de Sant Pau de Barcelona, però és possible que estigués de marxa cap a París. Entre 1915 i 1916 va recórrer Andalusia en una gira de propaganda de la novament constituïda CNT.